# Pista wui
Pista wui är en ringmaskart som beskrevs av Safronova 1988. Pista wui ingår i släktet Pista och familjen Terebellidae. Inga underarter finns listade i Catalogue of Life.